# Musée horloger Georges-Lemoine
 (mars 2021).
Le musée horloger Georges-Lemoine est un musée consacré à l’horlogerie populaire et au cadre de travail d'un artisan horloger en milieu rural dans les années 1930-1960.
Le musée est situé à Lorris dans le Loiret en région Centre-Val de Loire.

## Géographie
Le musée est situé dans le centre de Lorris, près des Halles du XIIe siècle, au 4 de la rue des Marchés.

## Histoire
Le musée est créé en 1995 par Mme Dubernet pour mettre en valeur le cadre de vie de ses parents.
Son père, Georges Lemoine était un horloger, installé à Lorris en 1936, mais exerçait aussi tous les métiers demandant un peu de précision : photographe de cérémonies, « opticien » ou ajusteur de lunettes, réparateur de TSF, etc.
Au décès de Mme Dubernet, la commune de Lorris a acheté les locaux et hérité des collections conservées au musée. Après transformation des locaux, une association de bénévoles a repris le musée pour l’entretenir, l’enrichir et l’ouvrir au public.
Le musée a fait l’objet d’une rénovation complète en 2014 et la présentation de nouvelles collections, et des surfaces augmentées.

## Collections
Les collections du musée se compose de pièces d’horlogerie populaire des trois siècles précédents, celles qui étaient susceptibles de passer un jour ou l’autre par l’atelier d’un artisan horloger rural pour entretien ou réparation.
Le musée présente au public les outillages qu’utilisait l’artisan, des montres de poche, des réveils, des carillons, des pendules de cheminée, dites souvent « pendules de Paris,», construites pratiquement à l’identique depuis la fin du XVIIIe siècle jusque vers les années 1950.
La pendule du clocher de Lorris, construite en 1861 et maintenue en fonctionnement jusqu’en 1969 constitue la pièce maîtresse du musée.
Sont également exposé :
- quelques horloges comtoises qui décoraient des maisons de campagne, dont deux horloges de parquet du XVIIe siècle (française et hollandaise).
- une horloge pointeuse d’usine.
- une pendule entièrement en bois, construite par un « poilu »[6],[7] dans les tranchées de la Somme, pendant la guerre de 1914-1918. Il n’a utilisé pour cela que les matériaux, planches, clous et fils de fer, récupérés sur les caisses à munitions.
- un tableau-horloge[8] représentant un épisode de la bataille de Cholet pendant les guerres de Vendée.

## Gestion
Le musée est géré par une association de bénévoles loi 1901. Elle a pour objet de présenter les collections d'horlogerie populaire et de participer à la conservation des gestes techniques dans le domaine de ce type d'horlogerie.
Le musée possède également  un atelier, appelé " l'atelier à pendule " qui permet aux membres de l'association du musée de se perfectionner sur les rhabillages de mouvement et permettre au musée de maintenir en état les objets de sa collection .

## Galerie

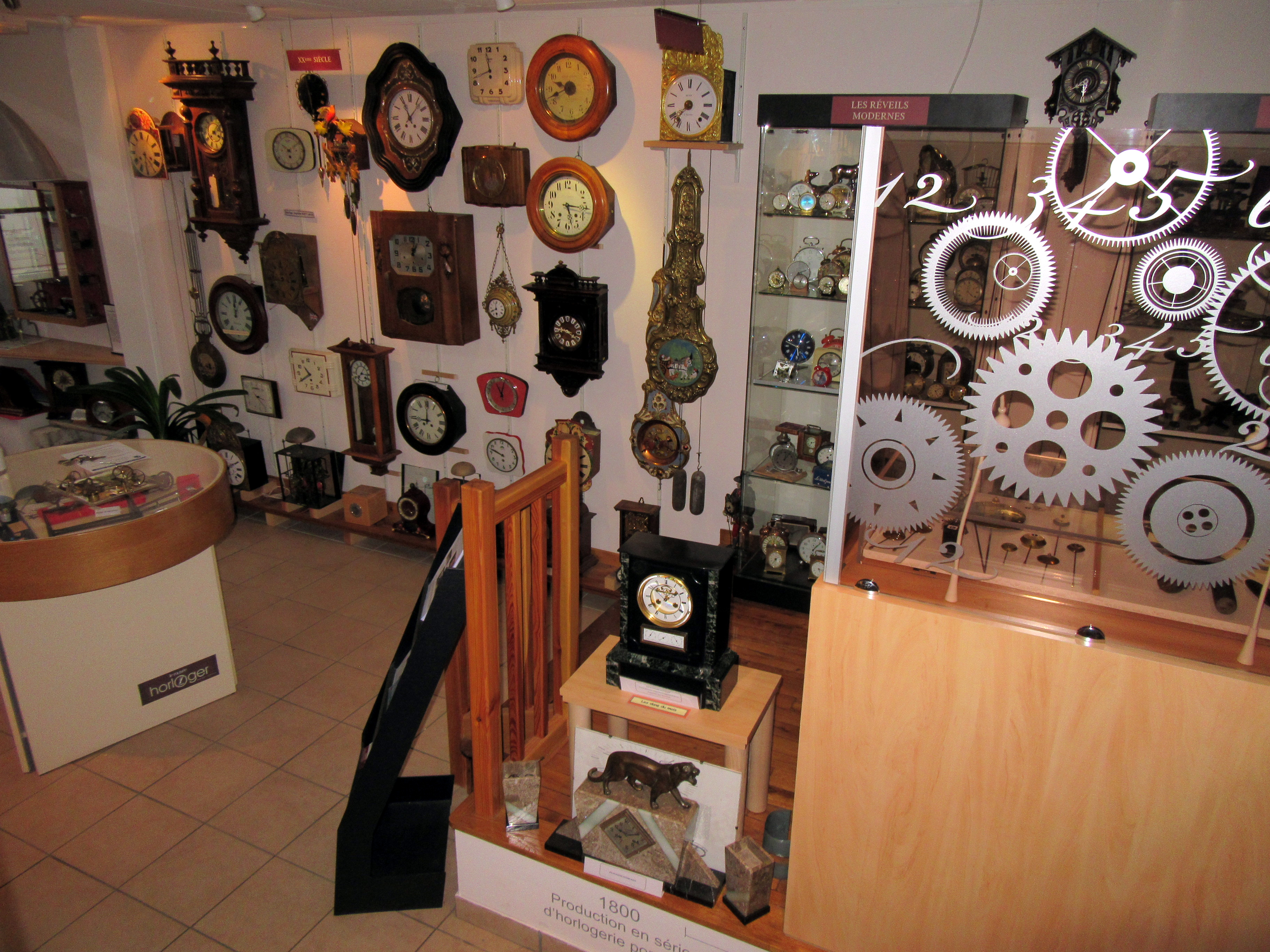
Une vue du musée horloger de Lorris.
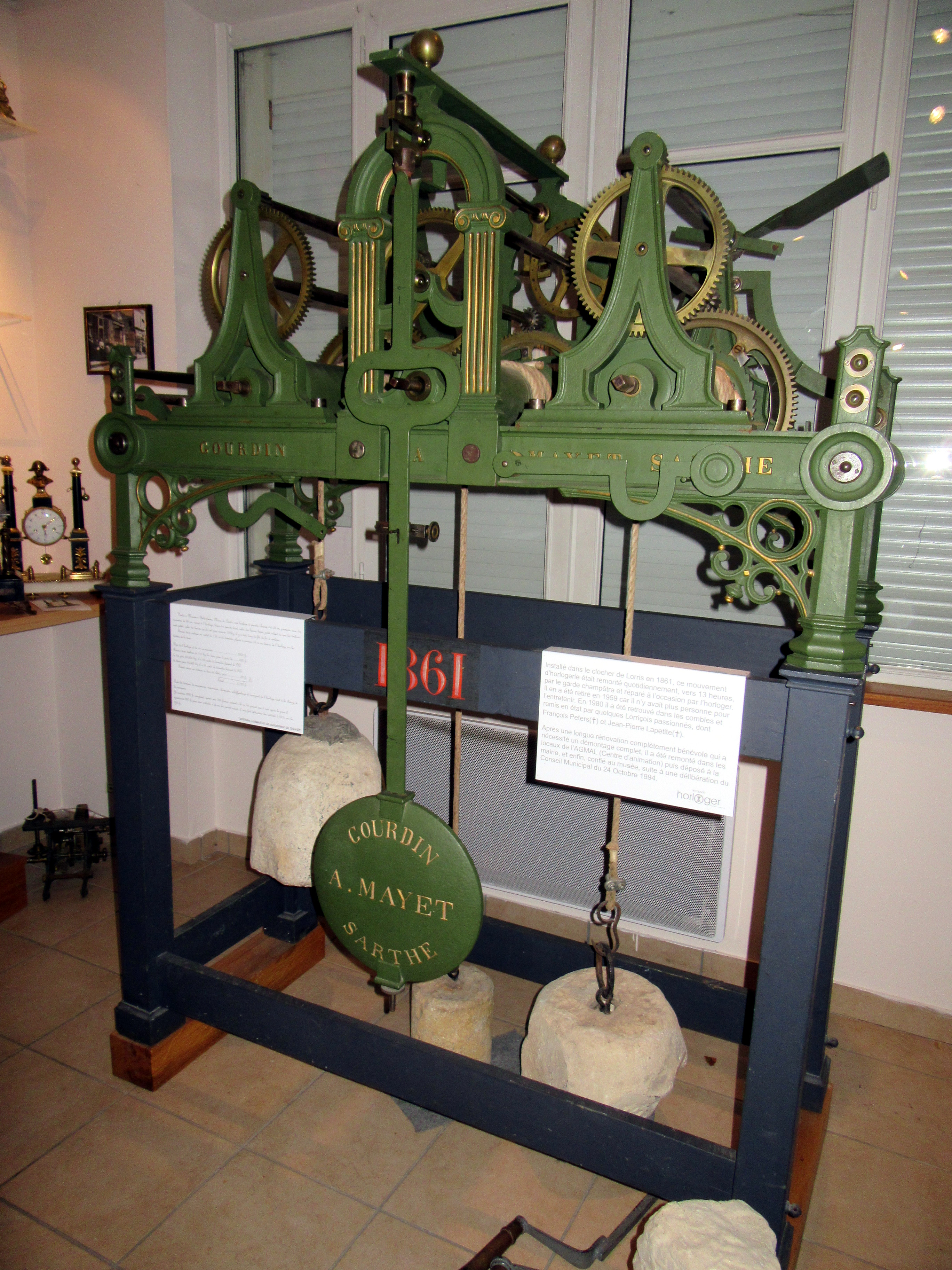
L'horloge de clocher de Lorris.
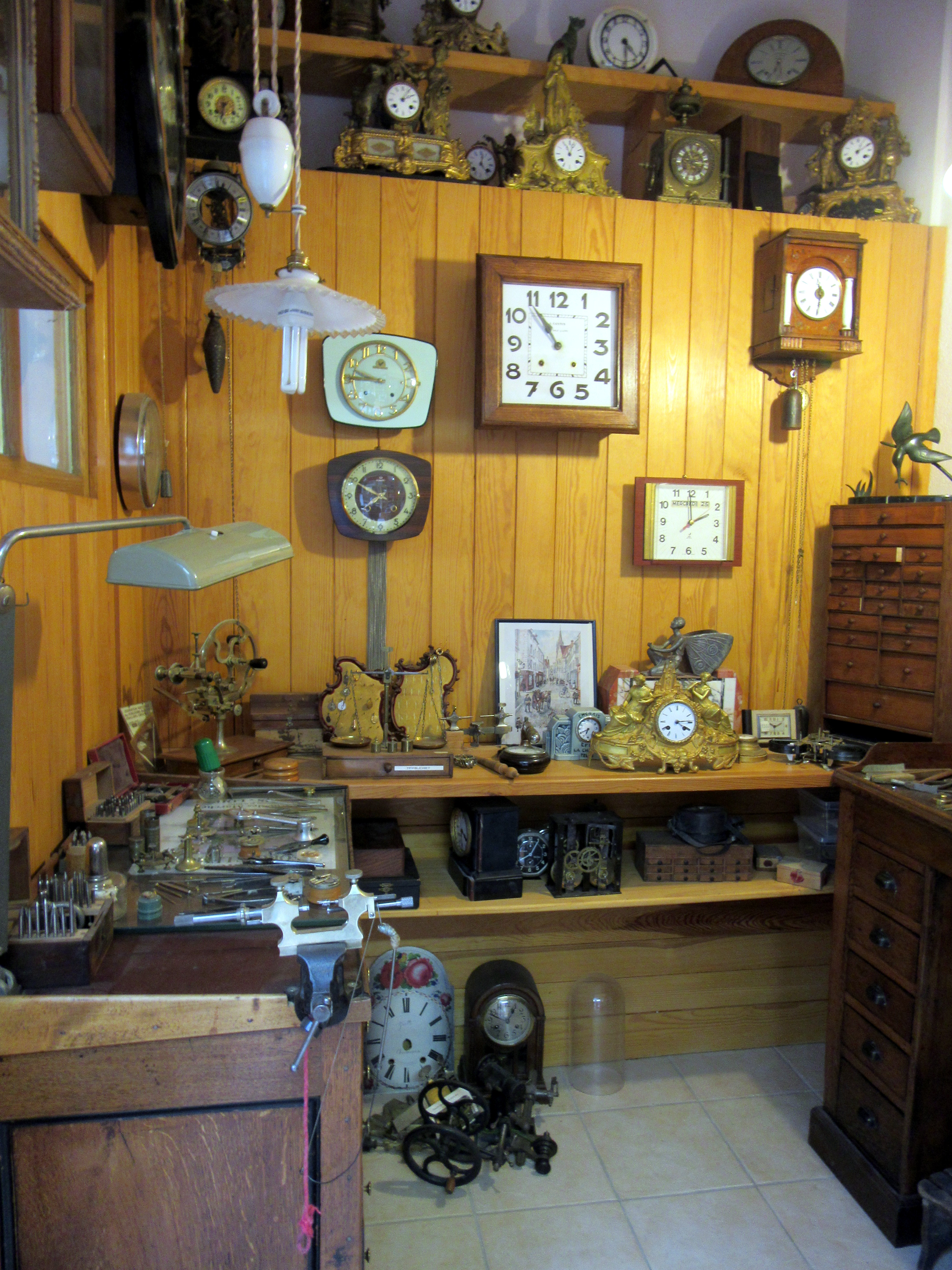
L'atelier de l'horloger
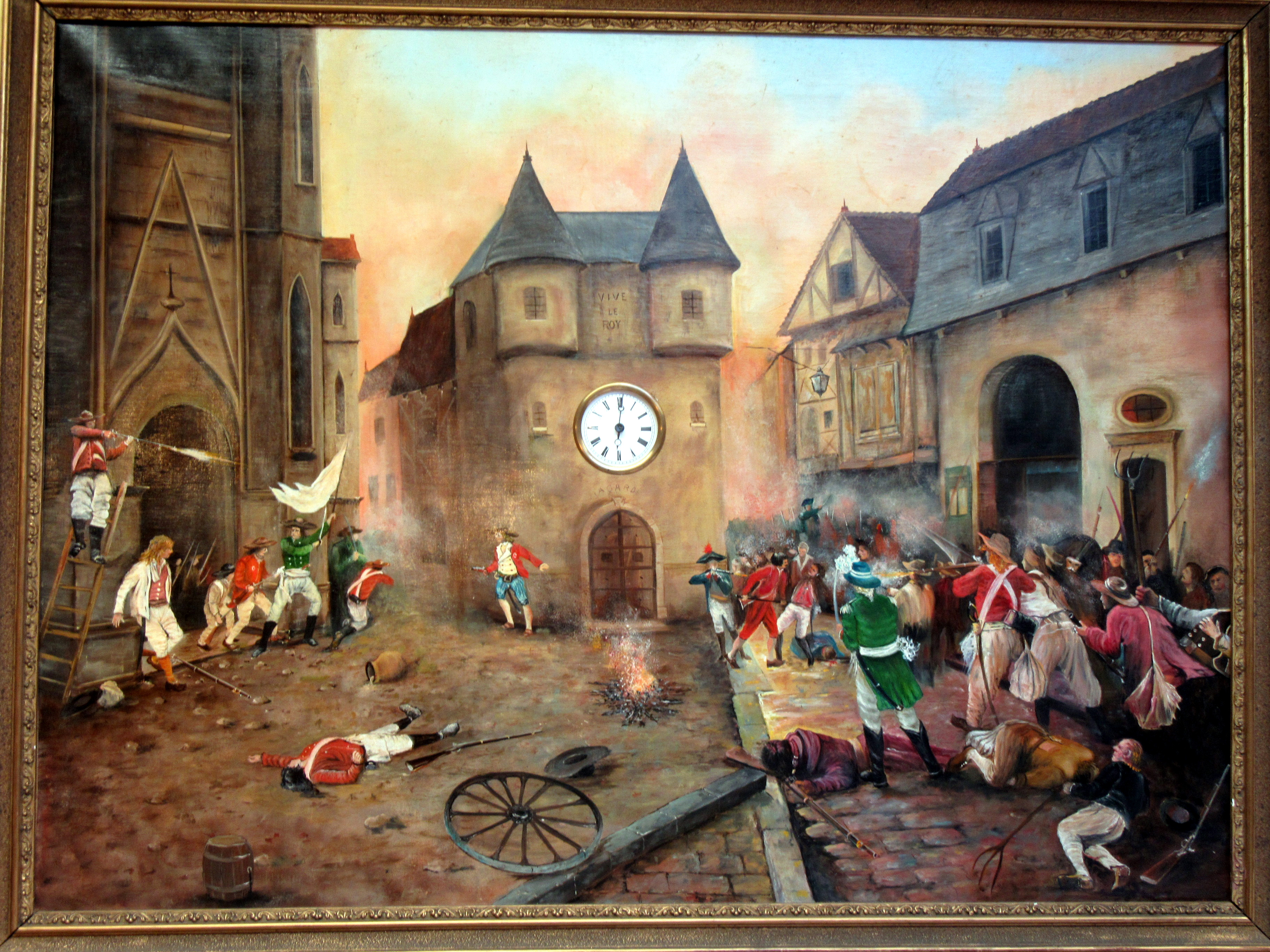
Tableau-horloge : la bataille de Cholet